# Michael Roth (Handballspieler)
Michael Roth (* 15. Februar 1962 in Heidelberg) ist ein deutscher Handballtrainer und ehemaliger Handballspieler.

## Karriere

### Als Spieler
Michael Roth begann in seiner Jugend gemeinsam mit seinem Zwillingsbruder Ulrich in Leutershausen an der Bergstraße bei der SG Leutershausen mit dem Handballspielen, für die er später auch in der 2. Handball-Bundesliga auflief. Von 1985 bis 1990 spielte er beim TV Großwallstadt. Mit dem TVG stand er 1986 im Europapokalfinale, gewann 1987 und 1989 den DHB-Pokal und 1990 die deutsche Meisterschaft. Anschließend spielte er beim TV Eitra und später beim TUSEM Essen, mit dem er 1994 City-Cup-Sieger wurde.
Michael Roth wurde 1983 Vize-Weltmeister mit der Junioren-Nationalmannschaft. Für die deutsche Männer-Handballnationalmannschaft bestritt er 44 Länderspiele, in denen er 60 Tore warf. Er nahm an den Olympischen Spielen 1984 in Los Angeles teil, wo er eine Silbermedaille gewann, sowie an der Weltmeisterschaft 1986.

### Als Trainer
Ab 1994 trainierte Michael Roth den TSV Östringen, und ab 2002 die durch die Fusion des TSV mit der TSG Kronau entstandene SG Kronau-Östringen (seit 2007 Rhein-Neckar Löwen), mit der er 2003 in die 1. Bundesliga aufstieg. In dieser Zeit entdeckte er Christian Zeitz, den er als „Straßenhandballer“ bezeichnet. Nachdem Roth von 2004 bis 2009 den TV Großwallstadt und in der Saison 2009/10 die HSG Wetzlar trainierte, war er ab 2010 Trainer der MT Melsungen, mit der er 2013 und 2014 ins Final Four des DHB-Pokals einzog. In der Saison 2014/15 spielte die MT erstmals international im EHF Europa Pokal, wo sie im Viertelfinale aufgrund der Auswärtstorregel gegen den dänischen Verein Skjern Håndbold ausschied. Im April 2018 wurde er von MT Melsungen freigestellt. Im Oktober 2018 betreute er bei der Vereinsweltmeisterschaft den Ozeanienvertreter Sydney University. Bei der Vereinsweltmeisterschaft 2019 wird er erneut die Sydney University betreuen. Am 28. Februar 2020 übernahm er bis zum Saisonende das Traineramt beim Bundesligisten Füchse Berlin als Nachfolger des entlassenen Velimir Petković. Ab dem 1. Oktober 2020 trainierte er die Nationalmannschaft des Bahrains. Etwa einen Monat später trat er von seinem Posten zurück. Im Januar 2022 übernahm er den Zweitligisten VfL Lübeck-Schwartau. Im Juli 2022 übernahm er das Training der ersten Männer-Mannschaft des österreichischen Vereins Bregenz Handball. Roth gab im März 2023 sein Traineramt von Bregenz Handball ab. Ab dem Saisonbeginn 2023/24 bis zum September 2024 trainierte er erneut den TV Großwallstadt.

## Sonstiges
Roth ist von Beruf Medienberater. Sein Vater Oskar Roth nahm als 63facher Basketballnationalspieler an vier Basketball-Europameisterschaften teil, gewann neun deutsche Basketballmeisterschaften (3× mit dem Heidelberger Turnerbund, 6× mit dem USC Heidelberg), und wurde als Handballspieler 1966 deutscher Vizemeister mit der SG Leutershausen.
2009 erkrankten Michael Roth und sein Bruder Ulrich nahezu gleichzeitig an Prostatakrebs. Sie verarbeiteten die Erkrankung in dem Buch Unser Leben – Unsere Krankheit.

## Schriften
- Uli und Michael Roth, mit Udo Ludwig: Unser Leben – unsere Krankheit, ZS Verlag, München 2009, ISBN 978-3-89883-263-2
- Uli und Michael Roth, mit Udo Ludwig: Hurra, dass wir noch leben!, ZS Verlag, München 2020, ISBN 978-3-96584-070-6